# نيون جينيسيس إيفانجيليون (لعبة الفيديو)
نيون جينيسيس إيفانجيليون هي لعبة فيديو أصدرت لنظام لعبة فيديو نينتندو 64؛ اللعبة مقتبسة من مسلسل الأنمي بنفس الاسم والفيلم التابع له نهاية إيفانجيليون، الذي أُصدر بعد مسلسل الأنمي. أصدرت اللعبة في اليابان فقط.
تمر اللعبة بمعظم المعارك الهامة من كل من مسلسل إيفانجيليون وفيلم نهاية إيفانجيليون، ما عدا المعارك ضد غاغييل، وماتارايل، وإرويل، وليلييل وأرميسايل. نصف المستويات هي مستويات قتالية ثلاثية الأبعاد جانبية، مع تحكم اللاعب بالإيفا، في حين يدور النصف الآخر حول أساليب لعب الإيفا.
تحتوي اللعبة على 13 مهمة، كل منها تركز على واحد من الأعداء الرئيسيين من المسلسل:
- المهمة 1: ساكييل
- المهمة 2: شامشيل
- المهمة 3: رامييل
- المهمة 4: جت ألون
- المهمة 5: إسرافيل
- المهمة 6: ساندالفون
- المهمة 7: ساهاكوييل
- المهمة 8: باردييل
- المهمة 9: زيرويل
- المهمة 10: أرايل
- المهمة 11: تابريس
- المهمة 12: قوات الجيش/إيفا الإنتاج المتسلسل
- المهمة 13: إيفا الإنتاج المتسلسل

## اللعب
اللعب غالباً لعبة قتال بين وحدات الإيفا والملائكة. هناك ثلاث طرق يمكن للاعب اللعب بها. اللعب المألوف غالباً هو القتال العادي، حيث يتحكم اللاعب بالإيفا في مسار «ثلاثي الأبعاد-ثنائي الأبعاد»، يتحرك ذهاباً وإياباً، ويهاجم العدو. تركز المعارك بشكل رئيسي على ضغط الأوامر الصحيحة لتفعيل الهجمات والمسكات المعروفة باسم «تحركات»، في حين تعد الهجمات الأساسية ثانوية. أسلوب لعب آخر استعمل في اللعبة وهو «ويبونرنغ». أجزاء مختلفة من اللعبة تشمل ألعاباً مصغرة مثل المهمات، حيث يتحكم اللاعب بأسلحة الإيفا من أجل إنجاز مهمة أو هدف. أسلوب اللعب الأخير المستعمل هو المشاجرة العامة، حيث لايزال اللاعب في قتال عادي «ثلاثي أبعاد-ثنائي أبعاد»، لكن يمكنه التحرك بحرية ذهاباً وإياباً. هذه الوضعية تستعمل في المهمات 12، و12.5 و13.
هنالك أيضاً أوضاع خارج المهمات، مثل صيغة التدريب المسماة صيغة المحاكاة. في هذه الصيغة يختار اللاعب إيفا فُتح قفلها في صيغة القصة ويتدرب بإصابة نماذج متعددة لملائكة مختلفين، بما فيهم الذين لم يظهروا في صيغة القصة، ويستلم رتبة بحسب عدد النماذج التي دُمرت والطلقات التي أطلقت. من الممكن تفعيل صيغة لاعب ضد لاعب باستخدام رموز الغش، حيث يختار لاعبان وحدتي إيفا مع أسلحة مختلفة. الصيغ الأخرى التي يمكن فتح قفلها هي اختبار الصوت وعارض الحركة، حيث يستطيع اللاعب استعراض كل الحركات التي أُنجزت خلال اللعبة.

## وصلات خارجية
- نيون جينيسيس إيفانجيليون على آي جي إن
- مراجعة لأنمي فرنج
- https://web.archive.org/20000123022253/http://www.gainax.co.jp/soft/eva64/index-e.html